# جو يونغ
جو يونغ (بالإنجليزية: Joe Young)‏ هو كاتب أغاني أمريكي، ولد في 4 يوليو 1889 في نيويورك في الولايات المتحدة، وتوفي بنفس المكان في 21 أبريل 1939.

## وصلات خارجية
- جو يونغ على موقع IMDb (الإنجليزية)
- جو يونغ على موقع ميوزك برينز (الإنجليزية)
- جو يونغ على موقع قاعدة بيانات برودواي على الإنترنت (الإنجليزية)
- جو يونغ على موقع قاعدة بيانات برودواي على الإنترنت (الإنجليزية)
- جو يونغ على موقع أول ميوزيك (الإنجليزية)
- جو يونغ على موقع ديسكوغز (الإنجليزية)